# اچ‌ام‌اس بریو (اف۹۴)
اچ‌ام‌اس بریو (اف۹۴) (به انگلیسی: HMS Brave (F94)) یک کشتی است که طول آن ۱۴۸.۱ m (486 ft 9 in) می‌باشد. این کشتی در سال ۱۹۸۳ ساخته‌شد.